# 5657 (année hébraïque)
5657 (hébreu : ה'תרנ"ז , abbr. : תרנ"ז) est une année hébraïque qui a commencé à la veille au soir du 8 septembre 1896 et s'est finie le 26 septembre 1897. Cette année a compté 384 jours. Ce fut une année embolismique dans le cycle métonique, avec deux mois de Adar - Adar I et Adar II. Ce fut la première année depuis la dernière année de chemitta.
L'an 5657 a marqué le début d'une nouvelle période de vingt-huit ans du cycle solaire hébraïque, célébrée par une bénédiction juive particulière, la Birkat Ha'Hamah (bénédiction du soleil) prononcée le mercredi 5 Nissan 5657 - 7 avril 1897.

## Calendrier
Ce calendrier hébraïque de l'année 5657 donne les correspondances avec les dates du calendrier grégorien.
Le premier nombre dans chaque case correspond au jour du mois hébraïque. Les jours en couleurs sont des jours remarquables juifs .
| ◄◄ | 5657 | ►► |

## Naissances
- Uri Zvi Greenberg

## Décès
- James Joseph Sylvester

5652 - 5653 - 5654 - 5655 - 5656 - 5657 - 5658 - 5659 - 5660 - 5661 - 5662